# Мальгино (Сусанинский район)
Мальгино — деревня в Сусанинском районе Костромской области. Входит в состав Андреевского сельского поселения.

## География
Находится в западной части Костромской области на расстоянии приблизительно 16 км на запад по прямой от районного центра поселка Сусанино.

## История
В 1872 году здесь было учтено 18 дворов, в 1907 году здесь отмечено было 27 дворов.

## Население
Постоянное население составляло 104 человека (1872 год), 138 (1897), 185 (1907), 3 в 2002 году (русские 100 %), 1 в 2022.